# Acqua dei Corsari
Acqua dei Corsari è una borgata marinara appartenente al comune di Palermo, la prima frazione palermitana che si incontra viaggiando sulla Strada statale 113 Settentrionale Sicula se si proviene dalla direzione di Messina.

## Storia
La località prende il nome da una leggenda che racconta come alcuni corsari si siano salvati grazie a una ricca sorgente d'acqua (detta 'a funtaniedda) trovata nei dintorni della frazione.
Nella costa di Acqua dei Corsari nacquero negli inizi del XX secolo fabbriche di mattoni alimentate a carbone, talvolta anche con scarti di legname e segatura, caratterizzate da altissime ciminiere oggi rimaste a testimonianza di un'archeologia industriale di rilievo.

## Confini e struttura
Borgata costiera, di modeste dimensioni, è bagnata a nord dal mar Tirreno, a sud confina con la cittadina di Villabate e a garantire il collegamento con quest'ultimo comune è un cavalcavia sulla Autostrada A19 lungo la principale strada della località Via Galletti. Ad ovest si sviluppa il quartiere Roccella, oggi noto per la presenza del Centro commerciale Forum Palermo.

## Problematiche ambientali
Nonostante la sua posizione sul mare, la zona non è balneabile da molto tempo. Nelle adiacenze vi è un deposito di prodotti petroliferi. Inoltre negli ultimi decenni sono stati effettuati interventi per il recupero della costa; tra questi la costruzione dell'impianto di depurazione del Comune di Palermo che serve gli abitati di Palermo, Ficarazzi, Villabate e della frazione Portella di Mare di Misilmeri. Allo stato attuale l'impianto di depurazione non presenta tuttavia caratteristiche tali da garantire un adeguato trattamento dei reflui fognari. Il Comune di Palermo risulta infatti essere sottoposto ad infrazione comunitaria n. 2004/2034 ex art. 3 e 4 Direttiva 91/271/CEE per le carenze nella rete di collettamento, ma soprattutto per quelle dell'impianto Municipale. L'impianto di depurazione risulta essere inoltre incompleto rispetto al progetto originale, in quanto diversi comparti sono attualmente, a distanza di decenni, ancora in fase di cantiere e quindi del tutto inutilizzabili. Oltre al mancato completamento dei lavori, l'impianto risulta essere in un avanzato stato di degrado e diverse sue parti necessitano di profondi interventi di manutenzione. All'impianto inoltre non sono mai stati collegate tutte le aree originariamente previste per l'allacciamento. Gli interventi necessari per il completamento ed adeguamento delle opere sono attualmente bloccati malgrado l'impellente rischio ambientale.

## Infrastrutture e trasporti
Il collegamento tra Acqua dei Corsari e la Stazione centrale di Palermo, è garantita dalla linea bus 224  e "linea bus 231" dell'AMAT che giunge nella borgata, dopo aver attraversato il lungomare di Palermo fino ad arrivare a Pomara e Villabate..